# Musée historique et archéologique de l'Orléanais
L'Hôtel Cabu - Musée d'Histoire et d'Archéologie est un musée français situé  à Orléans dans le département du Loiret et la région Centre-Val de Loire.
Fondé en 1823, il présente notamment un ensemble de statuettes datant de l'époque gallo-romaine connu sous le nom de trésor de Neuvy-en-Sullias, une collection d'objets médiévaux et des objets évoquant l'histoire d'Orléans.
Le musée possède le label musée de France.

## Historique
André Gaspard Parfait, comte de Bizemont-Prunelé, adjoint au maire d'Orléans, est à l'origine du musée qu'il fonde en 1823. L'ouverture effective intervient en 1825 dans l'hôtel des Créneaux devenu aujourd'hui une annexe du conservatoire municipal de musique,.
Le musée archéologique prend le nom de musée historique en 1855.
En 1862, le musée s'installe dans de nouveaux locaux à l'hôtel Cabu ou maison dite de Diane de Poitiers,.
Au cours de la Seconde Guerre mondiale, en juin 1940, une grande partie des collections du musée sont détruites à la suite d'un incendie provoqué par les bombardements de la ville par l'aviation allemande.
La restauration des locaux du musée n'intervient que dans les années 1960. Les collections ayant été évacuées du musée avant les bombardements de 1940 réintègrent le musée. L'établissement accueille à nouveau le public à partir de 1966.

## Description
Le musée est situé dans le centre-ville d'Orléans au 22 de la rue de Charles Sanglier dans l'hôtel Cabu.
Il présente trois collections principales sur :
- Le trésor de Neuvy-en-Sullias : un ensemble de statues en bronze de l'époque gauloise et gallo-romaine ;
- L'architecture médiévale : représentée par un ensemble d'éléments du Moyen Âge et de la Renaissance issus des bâtiments de la région, dont notamment des stucs de l'oratoire carolingien de Germigny-des-Prés et des chapiteaux de l'abbaye de Saint-Benoît-sur-Loire ;
- L'histoire d'Orléans : au travers de la marine de Loire et de Jeanne d'Arc, héroïne de la guerre de Cent Ans  associée à la ville, dont notamment le portrait des échevins.